# Ebeleben
Ebeleben est une ville allemande située en Thuringe dans l'arrondissement de Kyffhäuser. Elle est située à treize kilomètres au sud-ouest de Sondershausen.

## Personnalités liées à la ville
- Christian-Gonthier II de Schwarzbourg-Sondershausen-Arnstadt (1616-1666), comte de Schwarzbourg-Sondershausen né à Ebeleben.
- Antoine-Gonthier Ier de Schwarzbourg-Sondershausen (1620-1666), comte de Schwarzbourg-Sondershausen né à Ebeleben.
- Louis-Gonthier II de Schwarzbourg-Ebeleben (1621-1681), comte de Schwarzbourg-Ebeleben né à Ebeleben.
- Christian-Gonthier III de Schwarzbourg-Sondershausen (1736-1794), prince de Schwarzbourg-Sondershausen né à Ebeleben.
- Ernst Friedrich von Schlotheim (1764-1838), paléontologue né à Allmenhausen.
- Friedrich Apfelstedt (1811-1892), historien né à Wiedermuth.